# Sémiramis
Sémiramis è un cortometraggio muto del 1910 diretto da Camille de Morlhon

## Produzione
Il film fu prodotto dalla Pathé Frères con il nome Série d'Art Pathé Frères [SAPF]-

## Distribuzione
Distribuito dalla Pathé Frères, uscì nelle sale cinematografiche francesi nel 1910. Negli Stati Uniti fu distribuito attraverso la General Film Company che lo fece uscire il 26 maggio 1911 in una versione ridotta a una sola bobina.